# Liberala valmansföreningen
Liberala valmansföreningen i Stockholm var en liberal politisk organisation, bildad 21 juli 1884 för att förbereda andrakammarvalet på hösten samma år och få in så många liberala riksdagsledamöter som möjligt i riksdagen.
Liberala valmansföreningen hade stor framgång och lyckades få alla på sin lista placerade kandidater valda. Under en lång följd av år dominerade Liberala valmansföreningen riksdagsvalen i Stockholm. 1910 ombildades den till Stockholms frisinnade valmansförening och anslöt sig till Frisinnade landsföreningen. Vid partisprängningen i maj 1923 utträdde föreningen ur riksorganisationen och ingick under namnet Liberala föreningen i Stockholm i Sveriges liberala parti. 1934 uppgick organisationen i Folkpartiet.